# Jan Mijnsbergen
Jan Wilhelm (Jan) Mijnsbergen (Vlissingen, 18 januari 1939 – aldaar, 19 januari 2025) was een Nederlands stedenbouwkundige en politicus namens de PvdA.
Mijnsbergen was van 1974 tot 1978 wethouder van volkshuisvesting en stadsvernieuwing in Nijmegen. Daar kreeg hij veel te maken met krakersrellen. Vervolgens was hij werkzaam als stedenbouwkundig adviseur. In twee periodes werd Mijnsbergen  voor het PvdA-gewest Zeeland lid van de Eerste Kamer. In 1981 nadat de eerste Zeeuwse kandidaat zich bedacht en in 1990 tussentijds nadat een Zeeuws Kamerlid overleed en de volgende Zeeuw bedankte. Hij hield zich in de Eerste Kamer vooral bezig met verkeer en waterstaat en ruimtelijke ordening, onder meer de Westerscheldeverbinding. Van 1987 tot 1991 was hij lid van de Provinciale Staten van Zeeland en was tevens voorzitter van het PvdA-gewest Zeeland. Mijnsbergen was ook actief als tafeltennisbestuurder en werd benoemd tot erelid van de regio ZuidWest van de NTTB.
- Parlement.com: vg09llmyz6yx